# Glyphoglossus minutus
Glyphoglossus minutus es una especie de anfibio anuro de la familia Microhylidae. Esta especie es endémica de la zona central de Malasia Peninsular, donde se ha encontrado en el parque nacional Taman Negara y en la reserva de fauna de Krau. Habita entre la hojarasca de bosques de dipterocarpos en zonas bajas.